# Janne Teller
Janne Teller (* 8. dubna 1964 Kodaň) je dánská spisovatelka a esejistka, která žije v New Yorku a Berlíně. Je autorkou románů, esejů, povídek a knih pro mládež. Zajímá se o existenciální a etické otázky života a civilizace, její díla vyvolávají často kontroverzní debaty.

## Život a dílo
Vyrostla v Dánsku, pochází z rakousko-německé rodiny. Vystudovala makroekonomii, poté pracovala jako poradkyně pro EU a OSN v oblasti humanitárních záležitostí a řešení konfliktů po celém světě, zejména v Africe. V roce 1995 opustila profesionální kariéru v OSN a EU a začala psát beletrii na plný úvazek. V letech 2000-2003 byla členkou představenstva dánských spisovatelů beletrie, v roce 2001 členkou představenstva Dansk PEN, působila také v redakčním výboru dánské Lettre Internationale.
V roce 1999 vyšel její debutový román Odins ø, moderní severská sága o náboženském a politickém fanatismu. K jejím dalším dílům patří například román o evropské identitě a smyslu dějin Kattens tramp, který vyšel v roce 2004, román o etice v umění a v moderním životě Kom z roku 2008. V roce 2013 vydala sbírku povídek Alt. V roce 2018 vyšla kniha esejů At gå nøgen o umění, cizosti a snaze být člověkem.
V roce 2000 vyšla její kniha pro mládež Intet (Nic) o snaze skupiny mladých lidí najít smysl života. Román se zpočátku setkal s velkým odporem veřejnosti kvůli líčení fyzické a duševní krutosti mezi dětmi. V současné době je kniha mezinárodním bestsellerem a získala mnoho ocenění. V roce 2001 obdržela cenu Dánského ministerstva kultury, v roce 2011 americkou cenu Michaela L. Printze.
Autorka je nositelkou Drassow's Literary Peace Prize za literární dílo vedoucí k míru a lidskému porozumění z roku 2014 a francouzské Prix Libbylit pro nejlepší knihu pro mladé dospělé ve frankofonním světě z roku 2008. V roce 2011 obdržela Mildred L Batchelder Award a v roce 2013 švédskou Peter Pan Prize  Je držitelkou mnoha dalších ocenění a grantů.
Její knihy jsou uváděny v divadlech v mnoha zemích, v České republice měla premiéru v roce 2021 hra podle románu Nic. Podle téže knihy vznikl stejnojmenný film. Dvě knihy byly zpracovány jako opery (Londýnská královská opera a Stuttgartská opera).
Janne Teller je také aktivistkou za lidská práva a byla jedním z iniciátorů kampaně Spisovatelé proti hromadnému sledování v roce 2013. V roce 2023 navštívila festival Svět knihy v Praze